# Los chiflados dan el golpe
Los chiflados dan el golpe es una película de Argentina filmada en Eastmancolor dirigida por Enrique Dawi según su propio guion escrito en colaboración con Emilio Villalba Welsh que se estrenó el 9 de octubre de 1975 y que tuvo como actores principales a Albino Rojas Martínez, Nelly Láinez, Carlos Scazziota y Julio De Grazia. Aníbal Di Salvo, el futuro director de cine, fue el director de fotografía.

## Sinopsis
Cuando en el barco aparece la madre de un marinero que le había escrito que era el comandante, dos amigos le ayudan en el engaño,

## Reparto
- Albino Rojas Martínez
- Nelly Láinez
- Carlos Scazziota
- Julio De Grazia
- Rafael Carret
- Carlos Vanoni
- Ricardo Castro Ríos
- Raúl Ricutti
- Víctor Hugo Rivas
- Marilú
- Roberto Carnaghi
- Noemí Ceratto
- Alberto Irízar
- Cristina Sabatini

## Comentarios
La Nación opinó:

”Dirigida con eficacia por Dawi dentro del sencillo esquema narrativo de la película.”

Clarín dijo:

”El Soldado Chamamé ahora sobre las olas.”